# Перрюшон, Винченцо
Винченцо Перрюшон (Vincenzo Perruchon; 8 января 1921, Конь, Валле-д’Аоста — 29 июня 2005, Конь, Валле-д’Аоста) — итальянский лыжник. Участник зимних Олимпийских игр 1948 и 1952 годов.

## Биография
Винченцо Перрюшон родился 8 января 1921 года в итальянской коммуне Конь.
Дважды выигрывал чемпионат Италии по лыжным гонкам: в 1948 году на дистанции 18 км, в 1954 году — на дистанции 15 км. Кроме того, в 1946—1951 годах ещё четыре раза завоёвывал серебряные медали.
В 1948 году вошёл в состав сборной Италии на зимних Олимпийских играх в Санкт-Морице. На дистанции 18 км занял 54-е место, показав результат 1 час 28 минут 50 секунд и уступив 15 минут завоевавшему золото Мартину Лундстрёму из Швеции. В эстафете 4х10 км сборная Италии, за которую также выступали Сильвио Конфортола, Риццьери Ридегьеро и Северино Компаньони, заняла 6-е место с результатом 2:51.00, уступив 18 минут 52 секунды завоевавшей золото команде Швеции.
В 1952 году вошёл в состав сборной Италии на зимних Олимпийских играх в Осло. В эстафете 4х10 км сборная Италии, за которую также выступали Арриго Деладио, Нино Андерлини и Федерико Дефлориан, заняла 6-е место с результатом 2:35.33, уступив 15 минут 17 секунд победителю команде Финляндии.
Работал горным гидом.
Умер 29 июня 2005 года в Коне.

## Память
В 2016 году в Коне открыли памятник Перрюшону и назвали его именем спортзал.